# Liste der Einträge im National Register of Historic Places im Real County
Die Liste der Registered Historic Places im Real County führt alle Bauwerke und historischen Stätten im texanischen Real County auf, die in das National Register of Historic Places aufgenommen wurden.

## Aktuelle Einträge
| Lfd. Nr. | Name                                 | Bild | Datum der Eintragung | Adresse/Lage       | Ort       | ID       | Beschreibung |
| -------- | ------------------------------------ | ---- | -------------------- | ------------------ | --------- | -------- | ------------ |
| 1        | Mission San Lorenzo de la Santa Cruz |      | 14. Juli 1971        | Address Restricted | Camp Wood | 71000958 |              |